# 平和体
平和體是中國書法家貝威揚所創的漢字書法字體，取孫過庭《書譜》中所倡“志氣平和，不激不厲”之意而得名。該字體在跌宕起伏的運筆中尋求整體的平穩，故而具有獨到的寫意效果。
經方正集團開發的平和體計算機字庫，廣泛用於美術、標題、廣告等領域。